# Dactylopodella janetae
Dactylopodella janetae is een eenoogkreeftjessoort uit de familie van de Pseudotachidiidae. De wetenschappelijke naam van de soort is voor het eerst geldig gepubliceerd in 1989 door Hicks.